# Richard Neville, Kraljotvorac
Richard Neville bio je engleski plemić, upravitelj i vojni zapovjednik. Najstariji sin Richarda Nevillea, 5. grofa od Salisburyja, brakom je postao grof od Warwicka te je bio najbogatiji i najmoćniji engleski čovjek svog doba, s političkim vezama koje su prelazile granice države. Jedan od vođa Ratova ruža, izvorno na Yorkovoj strani, ali kasnije prebačen na stranu Lancastera. Bio je ključan u smjeni dvojice kraljeva, što je dovelo do njegovog epiteta "Kraljotvorac".

## Uspon i nagli pad
Zahvaljujući bogatstvu braka i nasljedstva, Warwick se pojavio 1450-ih u središtu engleske političke scene. Izvorno je bio pristaša kralja Henrika VI. Međutim, teritorijalni spor s Edmundom Beaufortom, vojvodom od Somerseta, doveo ga je do suradnje s Rikardom, vojvodom od Yorka, u suprotstavljanju kralju. Iz ovog sukoba stekao je strateški vrijedno mjesto kapetana Calaisa, položaj koji mu je uvelike koristio u nadolazećim godinama. Politički se sukob kasnije pretvorio u pobunu, gdje je u bitci York ubijen, kao i Warwickov otac Salisbury. Yorkov je sin, međutim, kasnije trijumfirao uz Warwickovu pomoć i okrunjen je za kralja Eduarda IV. Eduard je u početku vladao uz Warwickovu potporu. To je prijateljstvo bilo kratkoga vijeka zbog sukoba oko vanjske politike i kraljeva izbora Elizabete Woodville za suprugu. Nakon neuspjele zavjere da okruni Eduardova brata Georgea, vojvodu od Clarencea. Umjesto toga, Warwick je vratio Henrika VI. na prijestolje. Trijumf je, međutim, kratko trajao: 14. travnja 1471. Eduard IV. je porazio Warwicka u bitci kod Barneta i ubio.
Njegova starija kći, Izabela Neville, se udala za Georgea, a njegova mlađa kći, Ana Neville, za njegovog brata Rikarda te je poslije postala kraljica.

## Zaostavština
Warwickova povijesna ostavština bila je predmet mnogih polemika. Povijesno se mišljenje izmjenjivalo između toga da ga doživljavaju samoživim i nepromišljenim te da ga smatraju žrtvom prohtjeva nezahvalnog kralja. Općenito se, međutim, slaže da je u svoje vrijeme uživao veliku popularnost u svim društvenim slojevima i da je bio vješt pozivanju na popularne osjećaje za političku podršku.